# 亞梅林
亞梅林（西班牙語：Llamellín），是秘魯的城鎮，位於該國北部安卡什大區，處於馬拉尼翁河的附近，是安東尼奧雷蒙迪省的首府，海拔高度3,028米，2005年人口1,597。
9°08′S 77°01′W / 9.133°S 77.017°W